# Anua nocturnia
Anua nocturnia là một loài bướm đêm trong họ Erebidae.